# Schillersdorf
Schillersdorf je občina v departmaju Bas-Rhin francoske regije Alzacija.
Leta 2011 je v občini živelo 439 oseb oz. 58 oseb/km².